# Hans Verbeek (Chemiker)
Hans Verbeek (* 27. September 1935; † 3. November 2021) war ein deutscher Chemiker und Manager. 

## Leben
Hans Verbeek absolvierte ein Chemiestudium. Er war ab 1966 für die Henkel KGaA im Bereich Wasch- und Reinigungsmittel sowie Kosmetik/Körperpflege tätig. Er gehörte von 1979 bis 1997 dem Direktorium an.

## Ehrungen
- 1997: Bundesverdienstkreuz Erster Klasse